# Sonic Boom : L'Ascension de Lyric
Pour les articles homonymes, voir Sonic boom.
Sonic Boom : L'Ascension de Lyric (Sonic Boom: Rise of Lyric en version originale et Sonic Toon: Ancient Treasure au Japon) est un jeu vidéo d'action-aventure développé par Big Red Button Entertainment et édité par Sega.
Il s'agit d'un spin-off de la franchise Sonic the Hedgehog avec Sonic Boom : Le Cristal brisé sur Nintendo 3DS, ils forment la troisième et dernière partie de l'accord d'exclusivité qui lie Sega à Nintendo, après Sonic Lost World et Mario et Sonic aux Jeux olympiques d'hiver de Sotchi 2014.

## Synopsis
Sonic se fait tirer dessus par des robots, sous le regard impuissant de Tails, Amy et Knuckles. Retour un jour en arrière. Sonic et ses amis sont à la poursuite de Dr Eggman et de Metal Sonic. Après une courte course-poursuite, Sonic et Tails se retrouvent piégés avec ashura par Eggman et séparés de Knuckles et Amy. Après avoir combattu quelques robots, ils décident d'explorer la forêt. Un peu plus loin, ils retrouvent enfin Amy et Knuckles devant une gigantesque porte, où sont gravés des dessins de Sonic et Tails. Alors que Sonic s'apprête à ouvrir la porte (grâce à un système d'ouverture que lui seul semble bizarrement pouvoir activer), Amy l'en empêche. D'autres robots arrivent, mais l'équipe Sonic ne tardent pas à les détruire. Mais une autre masse de robots arrive, avec Metal Sonic cette fois. Malgré les protestations d'Amy, Sonic ouvre la porte pour pouvoir échapper aux robots avec ses amis

## Voix françaises
Depuis Sonic Generations et Sonic Lost World, les comédiens français qui ont travaillé sur la série d'animation Sonic X reprennent leur rôle respectif dans ce jeu.
- Alexandre Gillet : Sonic
- Marc Bretonnière : Docteur Eggman
- Marie-Eugénie Maréchal : Tails et M.A.I.A
- Sébastien Desjours : Knuckles
- Naïke Fauveau : Amy Rose
- Benoit Dupac : Shadow
- Claire Morin : Sticks
- Benjamin Pascal : Chef Woody, Fred Foreman, Maire Fink et Hayward
- Antoine Nouel : Cliff, Salty, Q-N-C, Lyric et Pokey
- Gilbert Levy: Tucker, Tortues secondaires, Pepper et Monsieur Castor

## Développement
Le 17 mai 2013, Sega annonce un accord mondial avec Nintendo pour les trois prochain jeux de la franchise Sonic the Hedgehog, tous développés exclusivement pour les consoles Nintendo, comprenant Sonic Lost World, Mario et Sonic aux Jeux olympiques d'hiver de Sotchi 2014 et un troisième jeu inconnu. Ce dernier, Sonic Boom, composé d'un volet sur Wii U, L'Ascension de Lyric et d'un volet sur Nintendo 3DS, Le Cristal brisé, est dévoilé le 6 février 2014 et fait partie d'un projet cross-média comprenant en plus une série télévisée d'animation Sonic Boom et de nombreux jouets. En mai, un nouveau personnage possédant un boomerang dénommé Sticks est confirmé.
Les deux jeux sont commercialisés le 11 novembre 2014 en Amérique du Nord, et le 21 novembre 2014 en Europe. Initialement, aucune sortie japonaise n'était prévue mais le jeu est finalement commercialisé le 18 décembre 2014 sous l'appellation Sonic Toon (ソニックトゥーン, Sonikku Tūn).

## Critiques
Avant sa sortie, le jeu avait reçu des avis très négatif par la critique. Cela peut s’expliquer par les apparences de Sonic et d'autres personnages comme Tails, Amy et notamment Knuckles, jugées trop infidèles aux personnages original. Si Destructoid l'avait nommé en tant que "Meilleur jeu de plates-formes" et "Meilleur jeu Wii U" pour leur palmarès des meilleurs jeux de l'E3 2014, Metro, dans le cas contraire, affirmait que ce n'est pas un jeu Sonic, ou alors qu'il était le pire jeu Sonic de tous les temps.
Cependant, à sa sortie aux États-Unis, le jeu se fait descendre par les critiques à cause de ses très nombreux bugs, ses graphismes très laids et sa durée de vie faible (environ 7 heures) jusqu'à obtenir une des pires notes pour un jeu vidéo Sonic.

## Bugs
Dans le jeu, Knuckles est souvent choisi par les joueurs, car un bug dans ses animations lorsque le menu pause est affiché répétitivement permet de s'envoler avec des sauts infinis. Cela permit même à des speedrunners de terminer le jeu en une heure.